# Scooby Doo: Mystery of the Fun Park Phantom
Scooby Doo: Mystery of the Fun Park Phantom – komputerowa gra zręcznościowa z 1999 roku, stworzona przez Engineering Animation Inc, a wydana przez SouthPeak Interactive. Gra działa pod systemem Microsoft Windows.